# Silbannacus
Mar. (?) Silbannacus egy rejtélyes alak. Trónbitorló, vagy rövid ideig uralkodó császár lehetett a Római Birodalomban. Feltételezett uralkodása a birodalmat sújtó III. századi krízis idejére tehető, az I. Philippus (244-249) és Valerianus (253-259/60) uralkodása közötti időszakra. 
Silbannacus már ismert volt egy általa veretett antoninianus által, melyet a harmincas években, Lotaringiában találtak, és most a British Múzeum őrzi.
Egy második antoninianus a nyolcvanas években került elő, Párizs közelében. Ezen a MARTI PROPVGT (Győzedelmes Mars) szövegű rövidítés szerepel. Stílusát figyelembe véve, az érmét Rómában verhették; mivel a 253-ban uralkodó Aemilianus császár érméinek stílusát idézi. E tények értelmezésén alapul az az elmélet, miszerint Silbannacus eredetileg egy tiszt, vagy hivatalnok volt, aki Rómában szolgált, amikor Aemilianus seregével Valerianus ellen indult. Aemilianus 253 szeptemberében bekövetkezett vereségét és halálát követően Silbannacus megpróbálta magához ragadni a trónt a Rómában maradt csapatok támogatásával, ellenőrzése alatt tartva  a pénzverő műhelyt, mielőtt Valerianus és fia, Gallienus legyőzte. 